# Ciudad Obregón
Ciudad Obregón er den næststørste by i den mexicanske delstat Sonora. Byen er beliggende i kommunen Cajeme i det sydlige Sonora. Navnet Cajeme var også navnet på byen frem til den fik sit nuværende navn fra Álvaro Obregón i 1928.

## Links
- Officielle hjemmeside Arkiveret 19. april 2011 hos  Wayback Machine

27°29′11″N 109°56′27″V / 27.4864°N 109.9408°V